# Zineb Fallouk
Zineb Fallouk (1 mei 1987) is een Nederlands actrice en schrijfster. Ze is geboren in Marokko en kwam in 1992 op haar vijfde naar Nederland, waar ze met haar familie in Den Haag ging wonen.
Fallouk volgde de opleiding MBO theater en cultuur. Toen ze werkte voor Theatergroep Dox (2011), deed ze auditie voor de Utrechtse toneelschool maar ze werd afgewezen. Van 2013 tot 2018 volgde ze de opleiding Culturele Maatschappelijke Vorming aan de Hogeschool Rotterdam, waarbij ze zich specialiseerde in theater.
Bij Dox en Young Gangsters speelde ze onder andere in Let the reason be love en bij De Doelen in Stormy Weather. Ze werkte meerdere malen met regisseur Willibrord Keesen, onder andere in Cordelia (eigen bewerking van Shakespeare's toneelstuk Koning Lear), Skirmishes (met Sinem Kavus) en Tijdje even weg (eigen bewerking van De Joodse vrouw van Bertolt Brecht). 
Nadien speelde zij in 2019 en 2020 bij Het Zuidelijk Toneel in de voorstelling Achttien over de problemen die minderjarige vluchtelingen ervaren als ze 18 worden. Tevens speelde Fallouk in diverse korte films van Shariff Nasr.
Van 2021 tot en met 2024 was ze te zien in de televisieserie Mocro Maffia in de rol van Samira Al Sadiqi. Vanaf het derde seizoen ontwikkelde haar rol zich van een vrouw op de achtergrond, getrouwd met Taxi, tot een sleutelfiguur in het misdaadsyndicaat van haar broer Paus. Daarnaast was ze ook als datzelfde personage te zien in spin-off films Mocro Maffia: Tatta en Mocro Maffia: Taxi.
Verder speelt ze onder andere in Hockeyvaders, Arcadia (2023) en de Vlaams-Nederlandse serie Alter Ego (2023). Ze speelde een van de hoofdrollen in de NTR-telefilm Romaissa - De Superheld uit Rotterdam (2022).